# Catedral de San Juan (Seongnam)
La Catedral de San Juan (en coreano: 분당요한성당) es una iglesia católica ubicada en Bundang-dong, Bundang-gu, Seongnam, Corea del Sur. Emplea tanto un estilo moderno como una arquitectura de estilo gótico. Cuenta con una réplica de la Piedad de Miguel Ángel, una de las tres únicas en el mundo autorizadas oficialmente por la Santa Sede. La catedral también tiene una escalera de caracol única (en lugar de escaleras convencionales) que cuenta con un mural que acompaña un espiral que comienza con la historia bíblica de la creación en el Génesis, en la base de la pasarela, incluyendo los eventos de la vida de Jesús, su pasión y terminando con ilustraciones de los Hechos de los Apóstoles.